# Klöverdala missionshus
Klöverdala missionshus är en kyrkobyggnad i Ödeshögs kommun. Missionshuset tillhör Klöverdala missionsförsamling som är ansluten till Svenska Alliansmissionen.

## Instrument
I kyrkan finns ett harmonium och piano.